# Enrique Llobregat
Enrique Arturo Llobregat Conesa, más conocido como Enrique Llobregat o Enrique A. Llobregat (Valencia, 10 de mayo de 1941-Alicante, 28 de agosto de 2003) fue un arqueólogo y profesor universitario español, especializado en arqueología ibérica, que destacó por sus trabajos sobre la Contestania y las excavaciones en las zonas arqueológícas de la provincia de Valencia y Alicante.

## Biografía
Licenciado en Filosofía y Letras, sección Historia, por la Universidad de Valencia en 1963, se doctoró en la misma universidad en 1968 con una tesis sobre la Contestania ibérica, con la que obtuvo el premio extraordinario de doctorado. El núcleo de su tesis dio lugar a su obra más reconocida que lleva el mismo título y que es considerada una obra de referencia sobre arqueología ibérica.
En 1963 fue nombrado profesor ayudante en la cátedra de Arqueología de la Universidad de Valencia, puesto que ocupó hasta 1966, cuando ganó la plaza de conservador del Museo Arqueológico Provincial de Alicante (MARQ), del que fue nombrado director (1966-1996). En 1964 obtuvo una beca de la dirección general de relaciones culturales del ministerio de Exteriores del gobierno español para formarse en la École Bíblique et Archeológique Française en Jerusalén y tres años más tarde, otra beca que le permitió investigar el desarrollo del neolítico en el norte de África (Marruecos). Compaginó su trabajo de director del MARQ con el de profesor del Colegio Universitario de Alicante, después Universidad de Alicante (1969-1974).
Como arqueólogo e investigador, llevó a cabo excavaciones y dirigió muchas de ellas en distintos yacimientos del levante español, como el de la Illeta dels Banyets de Reina, el Tossal de Manises o el grupo de trabajo que halló la dama del Cabezo Lucero en Guardamar. Ocupó, además, responsabilidades en muchas de las instituciones culturales relacionadas con la arqueología y la historia antigua en la Comunidad Valenciana.
Autor de más de un centenar de publicaciones, trabajos, comunicaciones y ponencias, entre sus libros se encuentran Contestania Ibérica (1972), Els orígens del País Valencià: (des dels primers homes fins al Rei Jaume I) (1981) o la coordinación de Historia de la ciudad de Alicante (1990)
Fue nombrado académico correspondiente de la Real Academia de Bellas Artes de San Carlos en 1973, de la Real Academia de la Historia en 1986 y de la Real Academia de Bellas Artes de San Fernando en 1989; fue además miembro del Consejo Valenciano de Cultura (1985), doctor honoris causa por la Universidad de Alicante y recibió la Medalla de Oro de su ciudad natal en 1995. En 2013, y a título póstumo, el ayuntamiento de Alicante lo nombró Hijo Predilecto.